# Tanytarsus sylvaticus
Tanytarsus sylvaticus är en tvåvingeart som först beskrevs av Wulp 1858.  Tanytarsus sylvaticus ingår i släktet Tanytarsus och familjen fjädermyggor. Arten är reproducerande i Sverige. Inga underarter finns listade i Catalogue of Life.